# Klinisk basisuddannelse
 Denne artikel omhandler overvejende eller alene danske forhold. Hjælp gerne med at gøre artiklen mere almen.
Tilsvarende forløb findes også i mange andre lande. Se evt. en:Internship (medicine)
Klinisk basisuddannelse (KBU) er et etårigt klinisk ansættelsesforløb for nyuddannede læger, som indgår i den lægelige videreuddannelse i Danmark. Forløbet ligger umiddelbart efter gennemførelsen af det 6-årige medicinstudium, der giver titlen cand.med., og efterfølgende aflæggelse af lægeløftet, hvorved kandidaten får autorisation og titlen læge. Efter KBU får lægen desuden tilladelse til selvstændigt virke som læge (jus practicandi). KBU er ikke obligatorisk, men nødvendigt for senere ansættelser i stillinger, der indgår i uddannelsen til speciallæge.
KBU er således ikke nødvendig for ansættelse i f.eks. forskningsstillinger, men en læge uden tilladelse til selvstændigt virke må kun udøve lægevirksomhed under ansvar af en læge med tilladelse til selvstændigt virke. Begrebet selvstændigt virke som læge dækker dog ikke eksempelvis receptudskrivning til sig selv og nærmeste pårørende, så længe dette ikke er i erhvervsøjemed som selvstændig, og læger uden KBU må således også udføre dette.

## Forløb
Under KBU-forløbet har lægen stillingsbetegnelsen læge (trin 1), indtil 2022 benævnt reservelæge. Forløbet omfatter i langt de fleste tilfælde seks måneders ansættelse på en hospitalsafdeling efterfulgt af seks måneders ansættelse i en almen praksis, men enkelte forløb består af ansættelser på to hospitalsafdelinger. KBU-forløbene tilrettelægges af Sundhedsstyrelsen ud fra antallet af medicinstuderende, der har tilmeldt sig KBU på studiets sidste semester. De medicinstuderende trækker herefter lod om et nummer, der bestemmer i hvilken rækkefølge den studerende kan vælge KBU-forløbet. I den rækkefølge, som deres trukne nummer tilsiger, vælger de medicinstuderende herefter en for en derefter deres forløb. Forløbene omfatter afdelinger i Danmark, Færøerne og Grønland, idet forløb på Færøerne og i Grønland fordeles efter ansøgning. Sundhedsstyrelsen udbyder 800-1200 KBU-forløb hvert år. Det er muligt at få godkendt et tilsvarende forløb fra udlandet.

## Historie
Indtil starten af det 20. århundrede skulle en universitetsuddannet læge kun aflægge lægeløftet for at få jus practicandi (ret til at praktisere) i Danmark, men universitetsudannelsen var overvejende teoretisk, og de nyuddannede ønskede nemmere adgang til en videreuddannelse på sygehusene. Hovedstadsområdets hospitaler udbød en begrænset videreuddannelse, som de færdige kandidater kunne søge på eget initiativ, men der var kun 18 pladser om året til de ca. 60 nyuddannede læger i samme tidsrum. Det var endvidere et problem for de studerende, at hospitalerne mente, at videreuddannelsen var så fagligt givende, at de nyuddannede læger ikke burde have løn under praktikforløbet.
Som svar på disse problemer grundlagdes Foreningen af Yngre Læger (FAYL) i 1904 til at varetage de nyuddannedes interesser. Først i 1908 kom der ordnede forhold, da universitetet og FAYL indførte en turnusordning. I 1934 blev det i lægeloven bestemt, at tolv måneders lønnet turnusuddannelse var en nødvendig forudsætning for at opnå jus practicandi.
Turnus er siden blevet udvidet til 18 måneder fordelt på en 12 måneders ansættelse på 2-3 hospitalsafdelinger samt seks måneder i almen praksis.
I 2007 blev den 1½-årige turnusordning erstattet med den etårige kliniske basisuddannelse. Formålet med at forkorte uddannelsen var at kunne afhjælpe manglen på speciallæger. Ændringen skete sammen med indførelsen af den såkaldte 4-årsregel, som bestemte, at yngre læger skulle påbegynde deres hoveduddannelse (speciallægeuddannelse) senest fire år efter påbegyndelse af KBU. Efter denne frist var lægen afskåret fra speciallægeuddannelsen. Formålet med ændringerne var blandt andet at afhjælpe manglen på speciallæger, og regionerne ønskede samtidig at øge arbejdskraften i disse specialer via KBU-læger. 4-årsreglen blev senere forlænget til fem år, fra 2017 til seks år og endeligt afskaffet i 2019.
Oprindeligt var ca. 20% af KBU-forløb uden ansættelse i almen praksis, ligesom der fandtes forløb med ansættelse på en psykiatrisk afdeling. Disse er i løbet af 2022 blevet udfaset, så psykiatriske afdelinger ikke længere indgår blandt de udbudte forløb, og hvor kun enkelte forløb ikke indeholder ansættelse i almen praksis.

## Andre lande
I mange andre EU-lande er lægeuddannelsen ikke opbygget med et separat KBU-forløb efter medicinstudiet. Læger fra sådanne EU-lande kan få dansk autorisation med fuld ret til selvstændigt virke straks efter afslutning af medicinstudiet, da EU-reglerne forpligter til gensidig anerkendelse af autorisationerne. DR-dokumentaren De udenlandske læger fra 2019 har sat fokus på læger som arbejder i Danmark uden nødvendigvis at have KBU-kvalifikationer.